# الآراء السياسية لألبرت أينشتاين

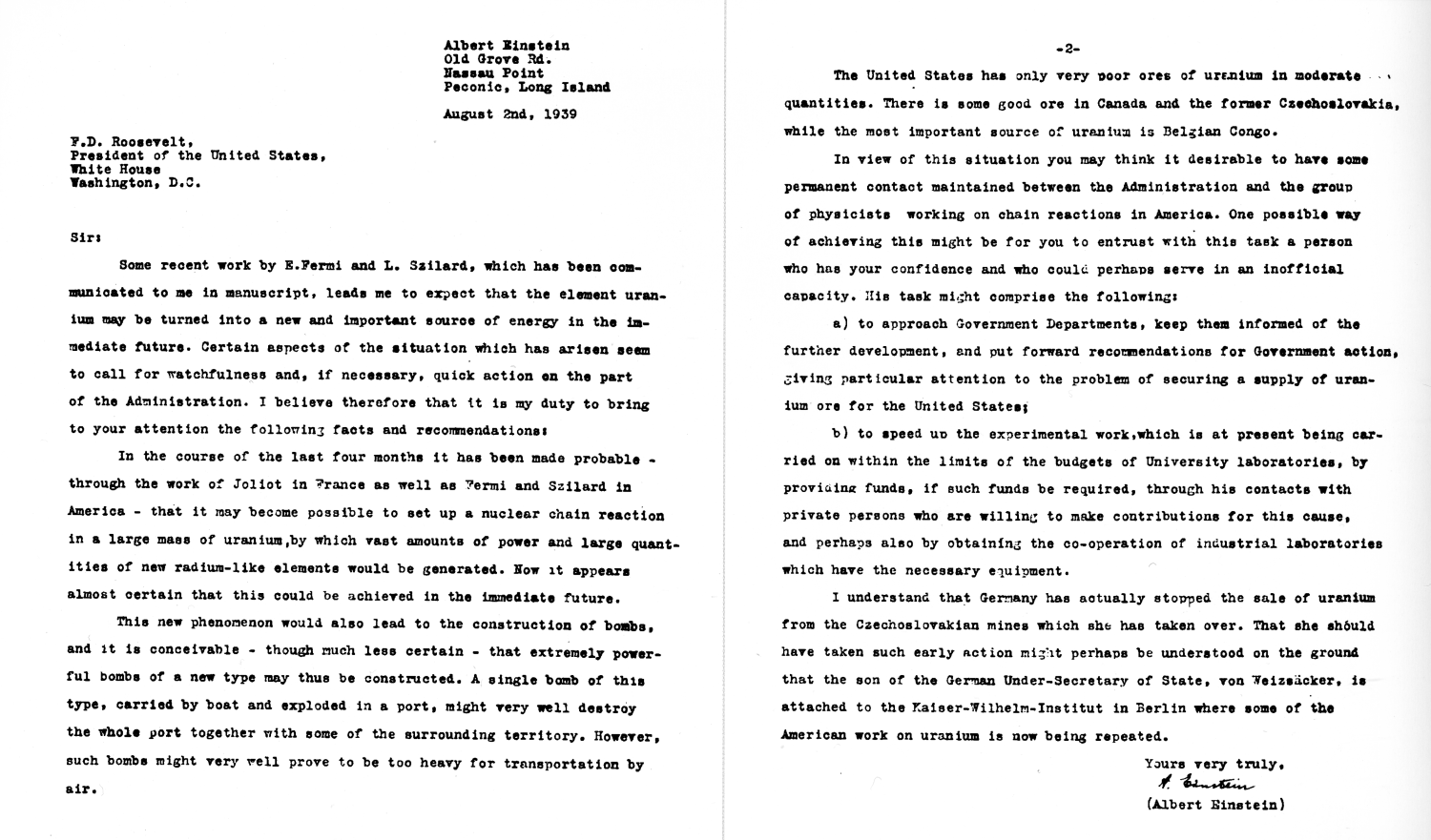
رسالة آلبرت آينشتاين وليو زيلارد إلى الرئيس فرانكلين روزفلت يحثانه فيها على الإسراع في إنتاج القنبلة الذرية

اُشتهِر ألبرت أينشتاين خلال حياته لعمله على نظرية النسبية والفيزياء بصورة عامة. فكان ناشط سلام هامًا وعضوًا في الحركة الاتحادية العالمية وديمقراطي اشتراكي، كانت آراؤه السياسية محط اهتمام العامة خلال منتصف القرن العشرين بسبب شهرته وانخراطه في عدد من المشاريع الإنسانية والسياسية والأكاديمية حول العالم، واستمر الاهتمام بمواقفه السياسية حتى بعد وفاته. وغالباً ما سُئل ليعطي رأيه إزاء قضايا وأمور لم تكن مرتبطةً لا بالفيزياء النظرية ولا بالرياضيات. وقد ساعد وضع أينشتاين ومكانته البارزة على الصعيدين الأكاديمي والاجتماعي في قدرته على التحدث والكتابة بصراحة وحتى بلهجة اعتبرها البعض استفزازيّة بلا خوفٍ في الوقت الذي التزم به الكثيرون بالصمت نتيجة وصول النازيين بقيادة أدولف هتلر إلى سدة الحكم بألمانيا وهو ما أدى لاندلاع الحرب العالمية الثانية.

## الإنسانية

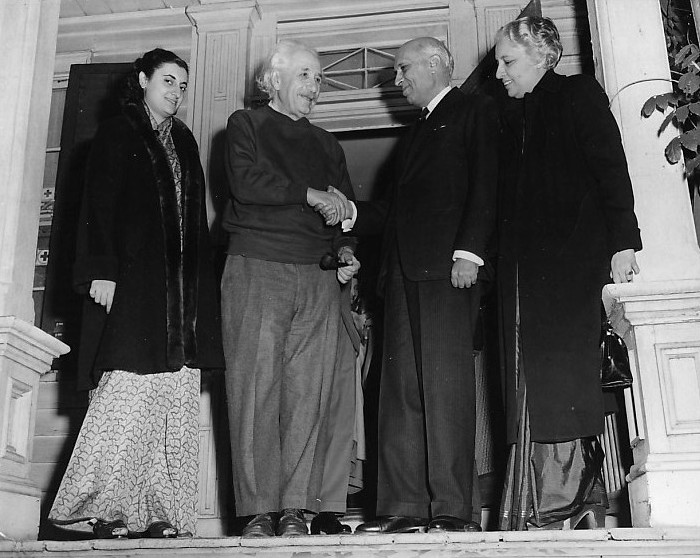
جواهر لال نهرو، أول رئيس وزراء للهند وإنديرا غاندي يلتقيان بأينشتاين في منزله ببرينستون، عام 1949

شارك أينشتاين في مؤتمر العصبة المناهضة للإمبريالية والاستعمار الذي عُقد في إقليم بروكسل العاصمة عام 1927. كما قابل العديد من النشطاء والمدافعين عن حقوق الإنسان مثل روبندرونات طاغور والذي خاض معه العديد من الأحدايث عام 1930 قبل مغادرته ألمانيا.

## أينشتاين وألمانيا

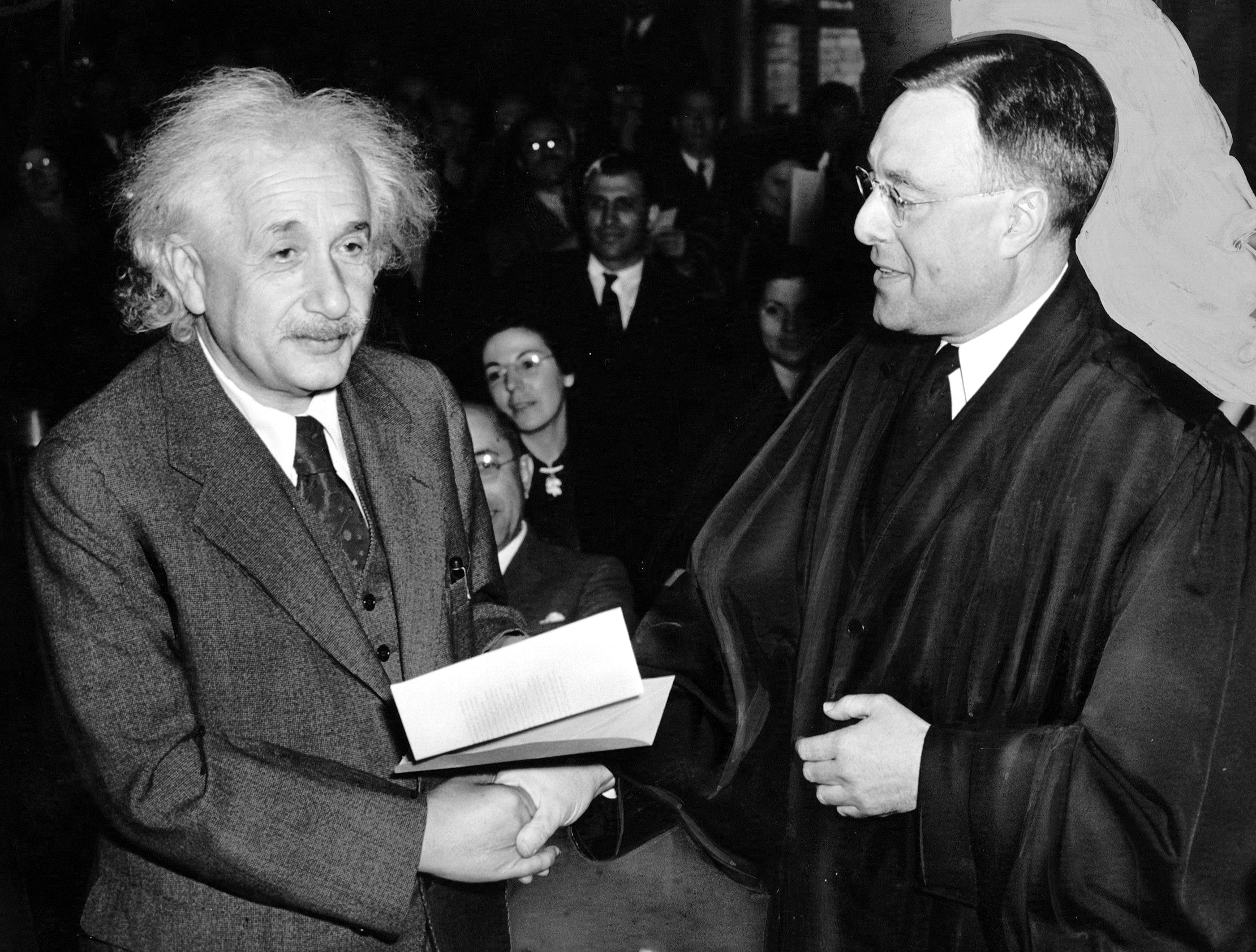
ألبرت آينشتاين يحصل على الجنسية الأمريكية من القاضي فيليب فورمان عام 1940. كما احتفظ أينشتاين أيضاَ بجنسيته السويسرية.

ولِد أينشتاين في مدينة أولم الواقعة جنوبي غرب ألمانيا، لذلك فهو يحمل الجنسية الألمانية. ازداد تضارب مذهب السلامية الذي آمن به أينشتاين خلال تقدمه في العمر مع الآراء العسكرية للإمبراطورية الألمانية في ذاك الوقت. وتخلى عن جنسيته الألمانية حينما بلغ السابعة عشر عاماً، وانتقل للعيش في سويسرا للدراسة الجامعية. ولم يعد أينشتاين مجبراً على الخدمة في الجيش الألماني بسبب تخليه عن جنسيته الأصلية وهو الأمر الذي تناسب مع معتقداته السلامية التي تتمحور حول الالتزام بالسلام ومعارضة الحرب.
رداَ على توقيع 93 عالم منهم الفيزيائي ماكس بلانك وصاحب رأي على إتفاقية مانيفستو بغرض دعم ألمانيا على خوض الحرب، كتب أينشتاين وثلاثة أخرين إتفاقية أخرى معارضة لإتفاقية مانفيستو.
عاد أينشتاين مرة أخرى إلى ألمانيا في عام 1914 بعد قبولة منصب في جامعة بريلن، حيث قضى في ألمانيا وقت الحرب العالمية الأولى حيث قدم أوراق للحصول على الجنسية الألمانية مرة أخرى. في السنوات التي تلت الحرب، عرف عن أينشتاين دعمه الشديد لألمانيا. ففي عام 1918، أسس أينشتاين مع مجموعة من العلماء ورجال السياسة الحزب الديمقراطي الألماني. بينما في عام 1920، رفض أينشتاين حضور مؤتمر سولفاي الثالث في بلجيكا، بسبب مواطنيه الألمان. في عام 1922، إنضم أينشتاين إلى مجتمع ممول من قبل عصبة الأمم، لكنه سرعان ما تركه عند رفض المجتمع أن يتحرك ضد احتلال فرنسا لحوض الرور في عام 1923. كعضو في منظمة ألمانيا لحقوق الإنسان. عمل أينشتاين جاهدا لإصلاح العلاقة بين فرنسا وألمانيا.
في ديسمبر 1932، إنتقل أينشتاين وزوجته وسكرتيرته إلى الولايات المتحدة حيث عمل في معهد كاليفورنيا للتقنية في باسادينا، كاليفورنيا، وحاضر في قاعة إبراهام فليكسنر المؤسسة حديثا آنذاك في معهد الدراسات المتقدمة في برينستون، نيو جيرسي. ترك أينشتاين الجنسية الألمانية مرة أخرى في عام 1933 احتجاجا منة على نهضة أدولف هتلر والحزب النازي.
في ثلاثينات القرن الماضي وأثناء الحرب العالمية الثانية، كتب آينشتاين شهادة مقترحا فيها توفير تصريحات دخول (فيزا) للمهاجرين اليهود في أوروبا الذي يحاولون الهروب والنجاة بحياتهم ولم يستطيعوا تحقيق شروط الهجرة الشرعية. فقام بجميع الأموال والتبرعات لمنظمات الصهيونية ولف فضل كبير في تكوين مجتمع الإنقاذ الدولي في عام 1933.
في ألمانيا، قام المجتمع الفيزيائي نشر مطبوعات وكتب صغيرة تحرض وتهاجم أينشتاين بقيادة فيليب أنتون لينارد الحاصل على جائزة نوبل في الفيزياء عام 1905 بفضل أبحاثة عن أشعة الكاثود ويوهانس شتارك الحاصل على نوبل في عام 1919 بعد اكتشافه تأثير دوبلر حيث قادوا حمله لحذف وإلغاء أعمال أينشتاين من المعجم الألماني باعتبارة عمل فيزيائي من يهودي غير مقبول. إزداد الهجوم حدة عليه حتى تم منع المحاضرين من تدريس نظرياته وتم طرد العديد نتيجة عدم التزامهم بهذا القانون من أمثال فيرنر هايزنبيرغ الحاصل على نوبل في عام 1932 بعد اكتشافة لمبدأ عدم التأكد. والذي قام بمنافسة احتمال وجود الكوانتم مع بور وأينشتاين. إدعى فيليب لينارد أن معادلة تكافؤ الكتلة-الطاقة يجب أن يتم نسبها إلى فريدريك هير لنسبة للجنس الآري. في إحدى المرات حاول رجل قتل أينشتاين وتم الحكم عليه بغرامة قدرت بست دولارات فقط.
بعد انتهاء الحرب العالمية الثانية، وفقد الحزب النازي السلطة، رفض أينشتاين التعاون مع ألمانيا. كما رفض العديد من الجوائز المقدمة له من ألمانيا، نتيجة لعدم قدرته على مسامحة ألمانيا على الهولوكوست الذي تسبب في قتل 6 مليون يهودي. زار أينشتاين ألمانيا مرة أخرى أثناء رحلتة حول أوروبا في عام 1952.

## الصهيونية

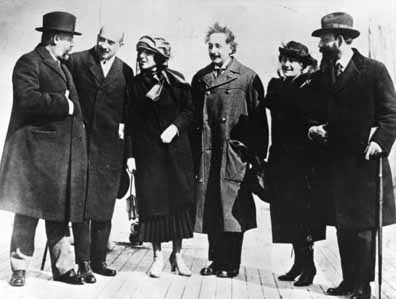
ألبرت آينشتاين وزوجته إلسا مع قادة الصهيونية ومن ضمنهم رئيس إسرائيل المستقبلي حاييم وايزمان وزوجته فيرا وايزمان ومناحيم أوسشيكين، وبن زيون موسينسون لدى وصولهم إلى مدينة نيويورك في عام 1921.

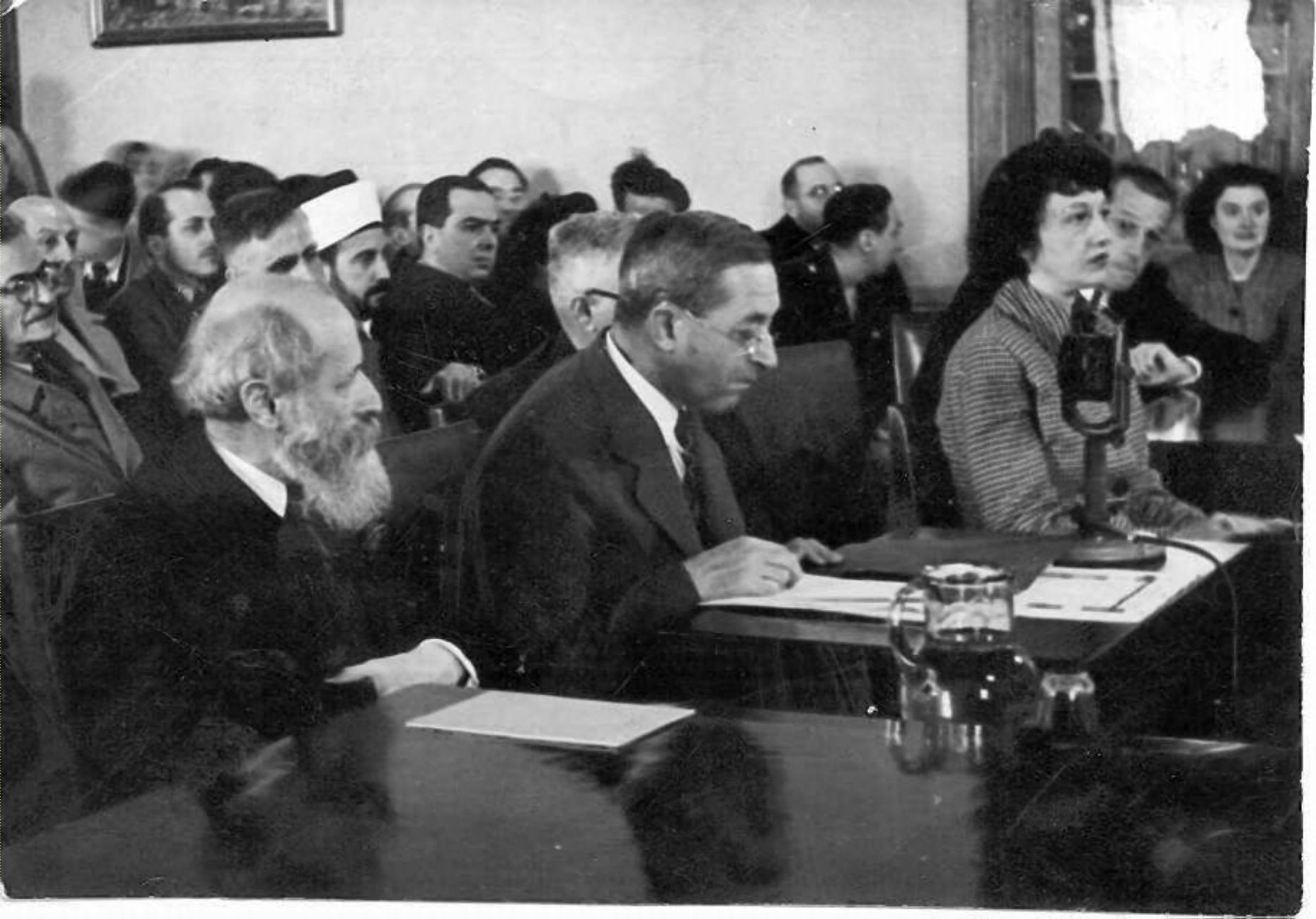
يهوذا ليون ماجنيس ومارتن بوبر قبل انعقاد المجتمع الأنجلو-أمريكي

عُرِف عن أينشتاين دعمه الكامل للصهيونية الاشتراكية وإنشاء روابط تعاون بين اليهود والعرب، وتشجيعة لإقامه مستعمرة يهودية في فلسطين والتي كانت آنذاك واقعة تحت الانتداب البريطاني على الرغم من معارضتِه للفكرة اليهودية المنادية ب«على الحدود، جيش، بقوة عظمى» حتى عام 1948.
وفقا لمارك إيلس، فإن أينشتاين قد وصف نفسه بأنه إنسان يهودي، منادي بالقومية اليهودية، الصهيونية، نادي أينشتاين ودعم فكرة تكوين وطن يهودي في فلسطين حتى عام 1947 عندما إعترف أن هذا الوطن وطن غير قومي يفرق لا يجمع قائلا:
| الآراء السياسية لألبرت أينشتاين | "منذ زمن بعيد وبسبب هتلر ناديت بتكوين مجتمع صهيوني لأنني رأيت أنة يجب تصحيح الخطأ الفادح.... لقد عاني المجتمع اليهودي على مدى العصور الساحقة أشد الصعوبات من قتل وأسر وتهجير.... لذلك فإن أقل حق يمكن أن يطلبة اليهودي هو شعورة بالأمان والحماية، الذي هو من أبسط ما يمكن طلبه ولهذا فقد تم إنشاء الصهيونية لخلق طريقه لإنهاء هذا الإستعباد. لذلك فإن عودة هؤلاء إلى الأرض التي طردوا منها منذ زمن سحيق... تستلزم توطيد علاقتهم بين الناس والمواطنين هناك. لقد أوضحت مأساة هتلر ما الذي سينتج عند استخدام منهج العنف وإبادة المعارضين والذين كانوا في هذا الوقت هم اليهود أنفسهم. لقد هاجر ملايين من اليهود نتيجة لعدم وجود بقعة على الأرض مناسبة لهم... إن كل ما يطلبة اليهود الناجيين هو الحق بأن يعاملوا كأخوة، على أرض أجدادهم." "رسالة إلى جواهر لال نهرو، رئيس وزراء الهند، 13 يونيو 1947" | الآراء السياسية لألبرت أينشتاين |

نشرت خطاباته ومحاضراته عن الصهيونية في عام 1931 من قبل دار نشر ماك ميلان، تم تجميع 11 مقالة منهم في كتاب نشر عام 1933 بعنوان نظريتي للعالم. تم ترجمة إلى اللغة الإنجليزية بعنوان «العالم كما أراه». ذكر فية آراءة عن معنى الحياة، الأخلاق، العلم، المجتمع، الدين والسياسة. أهدى أينشتاين في مقدمة كتابه إهداء إلى يهود ألمانيا. يحثهم فية على متابعة النضال، مناديا بالسلام.
صرّح أينشتاين في خطابة يعود لعام 1938 بعنوان «واجبنا نحو الصهيونية» قائلاً:
«يجب على اليهود أن يعقدوا اتفاقاً مع العرب لكي يستطيعوا العيش معاً في سلام بدلاً من تكوينهم مجتمع يهودي عنصري. إن إدراكي للطبيعة الجوهرية لليهودية يقاوم فكرة قيام دولة يهودية ذات حدود، ويرفض تماما فكرة طرد الفلسطينيين من أرضهم لإقامة أمتنا".»
ظهر راية بوضوح في شهادته قبل انعقاد المجتمع الأنجلو-أمريكي في شهر يناير 1946 صرح بانة لا يفضل تكوين أمة يهودية، بينما في خطاب أرسلة إلى جواهر لال نهرو رئيس وزراء الهند عام 1947، حاول فية أن يقنع الهند بدعم وتمويل تكوين مجتمع يهودي. صرح أينشتاين بأن وعد بلفور الذي يعطي الحق لليهود بتكوين مجتمع يهودي على أرض فلسطين «لايخلق توازن». كما صرح أنة «في نهاية الحرب العالمية الأولى، أعطى الحلفاء العرب ما يقرب من 99% من الأراضي الشاسعة المحررة من الأتراك لإرضاء طموحتهم الوطنية وتم إنشاء 5 دول عربية جديدة، بينما 1% فقط من الأراضي لليهود». بقي أينشتاين داعماً بقوة للهجرة اليهودية غير المحدودة إلى فلسطين.
سريعا ما أوصت عصبة الأمم باصدار قرار يدعم إنقسام المستعمرة وتأسيس ولاية يهودية، مع إنهاء الحرب بين العرب والإسرائيليين في عام 1948. اشترك أينشتاين في كتابة وإرسال رسالة مفتوحة لجريدة نيويورك تايمز في عام 1948 ناقضا فيه سياسة مناحم بيجن وحزبة كما أدان بشده مذبحة دير ياسين ووصفها قائلا:
«هي فعله لا يفعلها إلا من هم أتباع وأنصار الحزب النازي».
صرح بعدها قائلا:
«لقد أوضحت مذبحة دير ياسين البشعه شخصية وسياسات حزب الحرية (حيروت)».
أدى هذا الخطاب إلى إعتقاد البعض أن أينشتاين ضد الصهيونية. لم يهتم أينشتاين بهم كثيرا وسريعا ما أعلن أن دعمة لإنشاء إسرائيل سيعيد النظر فيه إذا وصل هذا الحزب إلى الحكم. عندما إعترف الرئيس هاري ترومان بقيام دولة إسرائيل في مايو 1948، وصف أينشتاين القرار بأنه تحقيق للحلم اليهودي. دعم أينشتاين حزب نائب الرئيس هنري أغارد ولاس في إنتخابات 1948 الرئاسية والذي يعتبر داعم سابق لكل من الإتحاد السوفيتي ودولة إسرائيل.
عمل أينشتاين في مجلس المحافظين في الجامعة العبرية في القدس. في وصيته عام 1950، أعطى أينشتاين حقوق كتاباته الأدبية إلى الجامعة والتي قامت بحفظ ملفاته الأصليه في أرشيف الجامعة.
بعد وفاة الرئيس حاييم وايزمان في عام 1952، سئل أينشتاين أن يشغل منصب «رئيس وزراء إسرائيل الثاني» ولكنه رفض العرض، مصرحا بانه لا يملك القدرة الطبيعية أو الخبرة اللازمة للتعامل مع البشر. كتب لاحقا:
«لقد تأثرت بشدة من العرض الصادر من دولتي إسرائيل، ولكني على الرغم من ذلك لا أخفي حزني وخجلي من رفض العرض».

## الحقوق المدنية
عرف عن أينشتاين دعمة للحقوق المدنية. بعد وصول أينشتاين إلى الولايات المتحدة الأمريكية، إعترض على سوء المعاملة التي يتعرض لها الأمريكان ذو الأصول الأفريقية. أينشتاين الذي عاني إضطهاد كبير قبل الحرب العالمية الثانية، لم يدخر جهدا في التعاون مع قادة الحركات الميدانية ومنظمات الحق المدني مثل الجمعية الوطنية للنهوض بالملونين (NAACP) التي تضمن المساواة السياسية، التعليمية، الاجتماعية والاقتصادية بين جميع الأعراق والقضاء على التمييز العنصري.
إعتبر نفسه منصة لكل صوت يتعرض لسوء المعاملة. فعلى سبيل المثال، عندما منعت المغنية الأمريكية ذات الأصول الأفريقية والمدافعة عن الحق المدني ماريان أندرسون من حجز الغرف في الفنادق والأكل في المطاعم العامة، قام أينشتاين بدعوتها للأكل في منزلة في تحدي صريح منه للعنصرية.
بعد فض مظاهرة دموية في 1946 والتي هاجم فيها 500 جندي من القوات الحكومية مستخدمين بنادق ورشاشات مدمرين كل الأماكن المملوكة للسود في منطقة مكونة من أربعة مربعات في تينيسي. إنتهت بالقبض على 25 رجل أسود بتهمة الشروع في القتل. إنضم آينشتاين إلى إليانور روزفلت، لانغستون هيوز وثورغود مارشال للدفاع عن المتهميين. وكنتيجة لذلك تم تبرئة 24 متهم من أصل 25.
في عام 1946، سافر الفيزيائي والحاصل على نوبل إلى جامعة لينكولن في بنسيلفانيا، المدرسة الآم لكل من لانغستون هيوز ثورغود مارشال والمدرسة الأولى في التاريخ الأمريكي التي تضمن دخول الكليات لطلابها السود. في لينكولن، حصل أينشتاين على درجة دكتوراه فخرية بعد أن أعطى محاضرة عن الجاذبية لطلاب المدرسة.
أيضا، عندما لم يتم تطبيق العدالة بعد مقتل ثنائي أسود في مونرو، جورجيا، لم يحاول آينشتاين أن يخفي مقدار غضبة وثورته حتى أمام العامة حيث أعطى إسمة للممثل والناشط الحقوقي الأمريكي بول روبنسون لإنهاء قرار الإعدام خارج نطاق القانون وكتب خطاب إلى الرئيس هاري ترومان مطالبا بإعادة التحقيق في القضية ومعاقبه القتلة. أصبح بذلك كلا من أينشتاين وروبنسون. بعد وضع روبنسون في القائمة السوداء نتيجه لجهودة في محاربة العنصرية فتح أينشتاين بيته لصديقه الذي عرفه طوال 20 عامًا.
من قضية فتية سكوتسبورو إلى محاولات عديدة لإيقاف إعدام وويلي ماك جي، متهم «أسود اللون» بإغتصاب سيدة بيضاء من ولاية مسيسيبي. كما حاول منع نيوجيرسي من إعادة سام بالهانون، جورجي، إلى السجن بعد قضاء 18 عاماَ نتيجة لإتهامة بسرقة علبة سجائر. استعمل أينشتاين إسمة وشهرته لنصرة المظلوم ومواجهه العنصرية كالعادة.

## حقوق المثليين
كان أينشتاين واحد من بين آلاف الشخصيات البارزة التي وقعت على اتفاقية عالم الجنس والطبيب ماغنوس هيرشفلد ضد الفقرة رقم 175 من قانون العقوبات الألماني، والتي تدين المثلية الجنسية. استمرت الإتفاقية أكثر من ثلاثون عام في اللجنة الإنسانية العلمية بفضل نشاط هيرشفلد، جمعت الإتفاقية العديد من توقيعات النخبة المثقفة من اليهود.

## حقوق الحيوانات
كان أينشتاين من المعارضين لاستخدام العنف ضد الحيوانات، فهو من المؤمنين بفكرتي «احتضان جميع الكائنات الحية» و«النباتية». تشير آخر المؤشرات، خطاب مرسل إلى هانز موسام، مؤرَخ بتاريخ 30 مارس 1954، أن أينشتاين كان نباتيا في العام الأخير من حياته، مع دعمه للفكرة لسنواتٍ عدة قبل أن يغدو نباتيا. صرح أينشتاين في هذا الخطاب بأنه كان يشعر بحالة جيدة بالطعام النباتي، وأن الإنسان لم يولد ليكون من آكلة اللحوم.
صرح في خطاب مرسل في عام قبل ذلك قائلا:
«لقد كنتُ دوماً أشعرُ بتأنيبِ الضميرِ عند أكلي للحوم.»

## القنبلة الذرية

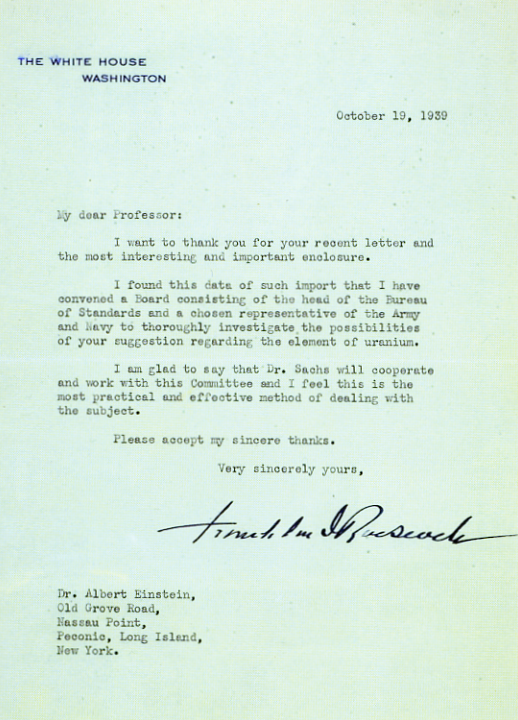
رد روزفلت على الخطاب

العلماء المعنيين كان أغلبيتهم مهاجرين داخل الولايات المتحدة من ألمانيا معاداة السامية عرفوا خطر تطور العلوم النووية وأسس بناء القنبلة الذرية في ألمانيا النازية بعد تطويرهم لأساليب وطرق الإستفادة من ظاهرة الأنشطار النووي. في عام 1939، فشل المجري ليو زيلارد في إقناع حكومة الولايات المتحدة بالإهتمام بأعمالة فلم يجد من يؤمن بفكرته غير أينشتاين الذي قام بدورة بكتابه خطاب إلى رئيس الولايات المتحدة فرانكلين ديلانو روزفلت مطالبا الحكومة بضرورة إختراع هذا السلاح قبل النازيين.
في 11 أكتوبر 1939، إلكسندر ساكس، أحد مستشاري الرئيس روزفلت في الشئون الإقتصادية أوصل خطاب أينشتاين-زيلارد محاولا إقناع الرئيس روزفلت بأهمية إختراع هذا السلاح. بعد قراءة الخطاب قال روزفلت:
«هذا يتطلب فعل».
وأصدر قرارا بضرورة صنع السلاح سريعا.
بحلول عام 1942، قوبل مجهود أينشتاين وأصدقائة بالبدء في مشروع مانهاتن، المشروع العلمي الأكثر سرية في ذلك الوقت. مع أواخر عام 1945، طورت الولايات المتحدة بمساعدة كلا من المملكة المتحدة وكندا أسلحة نووية جديدة وقاموا بإستخدامهم على مدينتي هيروشيما ونجازاكي في اليابان.
لم يلعب أينشتاين أي دور في تطوير القنبلة الذرية غير كتابته وتوقعية على الخطاب المشترك بينه وبين ليو زيلارد، على الرغم من مساعدته لأسطول الولايات المتحدة عبر إجابته لأسئلة غير مرتبطة بالقنبلة أثناء فترة الحرب.
وفقا للفيزيائي الكمي وأول من حصل على جائزة نوبل في الكيمياء لينوس باولنغ، عبر أينشتاين عن آسفة وندمة على كتابة الخطاب لروزفلت، ولكنه برر موقفة فيما بعد بأنه كان يخاف من نجاح الحزب النازي في الحصول على القنبلة النووية قبلهم وما كان سيشكلة هذا من خطر على أوروبا والعالم. في عام 1947، صرح أينشتاين لمجلة نيوزويك قائلا:
«هل كنت أعرف بأن علماء ألمانيا لن ينجحوا في صناعة القنبلة الذرية، لو كنت أعرف ذلك لما كنت وقعت الخطاب».
في نفس العام، كتب أينشتاين مقالا لجريدة ذا أتلانتيك ينتقد فيها استخدام الولايات المتحدة الأمريكية للقنبلة وطالب هيئة الأمم المتحدة بسحب القنابل أو مراقبة إستخدامها حتى لا يتسبب ذلك في حدوث خلل في النظام العالمي.
لعل من أشهر مقولات أينشتاين عن القنابل الذرية هي:
- لدينا القدرة على الإختيار إما أن نحرم القنابل الذرية أو نواجه الإبادة الشاملة. القومية هي من أمراض الطفولة وهي حصبة الجنس البشري، ولا أفهم لماذا تقوم الكتب المدرسية بتمجيد الحروب ولا تذكر فظائعها وتغرس العنف والكراهية في شرايين الأطفال.

- أنا أفضل تدريس السلام على تدريس الحرب وتدريس الحب على تدريس الكراهية.

## سياسات الحرب الباردة

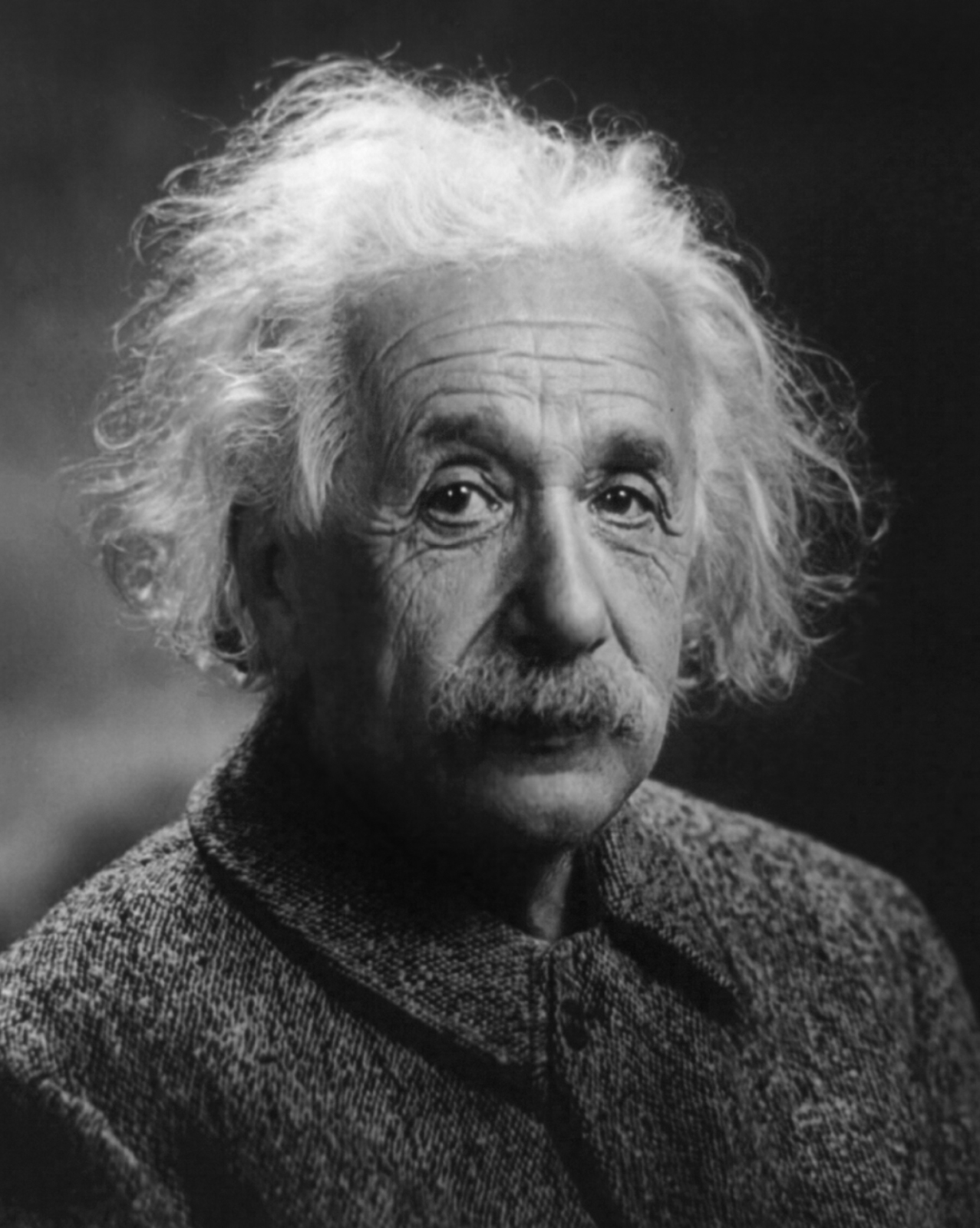
أينشتاين، عام 1947، عن عمر 68

عندما كان أينشتاين في أوج معارضته لقيام الحزب النازي، حاول إعادة العلاقات الدبلوماسية مرة أخرى بين دول الشرق والغرب المتمثلين في الولايات المتحدة الأمريكية وحلفاؤها وبين ما كان يعرف آنذاك بالإتحاد السوفيتي.
بعد انتهاء الحرب العالمية الثانية، توترت العلاقة بين الحلفاء وأصبحت شديدة الحساسية. لجعل الأمور أيسر، نادي أينشتاين في الفترة الأولى من حكم المكارثية بضرورة تكوين حكومة عالمية واحدة. كتب أينشتاين ذات مرة:
«لا أعلم بما سنقاتل به في الحرب العالمية الثالثة، ولكني أضمن لك أن الحرب العالمية الرابعة سنقاتل فيها باستخدام العصا والحجارة».
في مقالة نشرتها مجلة «التقرير الشهري» في عام 1949 بعنوان «لماذا الإشتراكية؟» وصف أينشتاين المجتمع الرأسمالي الفوضوي «بمصدر الشر». (أينشتاين 1949)
وقع أينشتاين مع ألبرت شفايتزر وبيرتراند راسل بيان تم إرسالة إلى اللوبي في محاولة منه لإنهاء الإختبارات النووية ومستقبل القنابل. قبل أيام من وفاته، وقع أينشتاين على وثيقة راسل-أينشتاين مانيفستو والتي أدت إلى إنعقاد مؤتمر باجواش للعلوم والشؤون الدولية.
إنضم اينشتاين إلى العديد من مجموعات الدفاع عن حقوق الإنسان، بما فيهم الجمعية الوطنية للنهوض بالملونين في برنستون. عندما تم إتهام العجوز دو بويز بكونه جاسوس شيوعي، تطوع أينشتاين كشاهد لصالحه. الأمر الذي أدى إلى رفض الدعوى بعد وقت قصير من إصدارها. دامت صداقة طويلة بينه وبين الناشط الحقوقي باول روبيسون تعدت 20 عاماً.
في عام 1946، تعاون أينشتاين مع رابي إسرائيل جولدستاين، جامعة ميدلسكس، راجلز سميث والمحامي والناشط الحقوقي جورج ألبرت لتأسيس منظمة ألبرت أينشتاين للتعليم العالي. تم إنشاء المنظمة لبناء جامعة يهودية، مفتوحة لكل الطلاب، على أراضي جامعة ميدلسكس السابقة في والتهام، ماساتشوستس. وقع الإختيار على ميدلسكس لكونها مقبولة من كل من بوستون، نيويورك، أغلب المجتمعات الثقافية اليهودية في جميع أنحاء الولايات المتحدة. كان الهدف من إنشاء الجامعة هو تجديد وعي التوراة بالثقافة الحديثة، النظر إلى تعاليم التوراة من وجهه نظر العلم، تنفيذ الحلم الأمريكي بتأسيس وطن ديموقراطي متعلم.

## الاشتراكية
كان أينشتاين مؤيدًا للاشتراكيّة ومعارضًا للرأسماليّة، كما يتضح في الاقتباس التالي:-
| الآراء السياسية لألبرت أينشتاين | إنني مقتنع أن هناك طريقة واحدة فقط للقضاء على كل هذه الشرور، وهذه الطريقة هي إرساء قواعد الاقتصاد الاشتراكيّ، مصحوبًا بنظام تعليميّ يعزز قيمة الأهداف الاجتماعيّة. في الاقتصاد الاشتراكيّ سيمتلك المجتمع كله وسائل الإنتاج، وستُستخدم تلك الوسائل بطريقة ممنهجة. ستكون سمة الاقتصاد الممنهج، الذي يُعدِّل المنتجات لسد احتياجات المجتمع، أنه يوزِّع العمل على الأشخاص القادرين على العمل، ليضمن حياة كريمة لكل الرجال والنساء والأطفال. يهدف تعليم المرء، بالإضافة لتطوير مهاراته الفطريّة، إلى تعزيز شعوره بالمسئوليّة تجاه رفقائه من البشر في مكان يُمجِّد السلطة والنجاح كما نرى في المجتمع في الحالة الراهنة. | الآراء السياسية لألبرت أينشتاين |

كان أينشتاين معجبًا بفلاديمير لينين، وقال في ذلك: «أزكّي لينين لأنه رجلٌ ضحى بنفسه وسخَّر كل طاقاته من أجل تحقيق العدالة الاجتماعيّة على أرض الواقع. لا أقول أن تلك الطريقة عمليّة، ولكن لا شك في أن الرجال من هذا النوع سيظلون حماة الضمير الإنسانيّ».
كما كان معجبًا أيضًا بالجورجيّة (تيمنًا بالمفكِّر السياسيّ الاقتصاديّ هنري جورج)، وكتب: «لا يمكن لأحد أن يتخيَّل مزيجًا بين الحرص الفكريّ والشكل الفنيّ والحب الحماسيّ للعدالة أكثر من ذلك».
ونظرًا لعلاقة أينشتاين بألمانيا والصهيونية، وأفكاره الاشتراكية، وعلاقته برموز الشيوعيّة، وصلت تحقيقات مكتب التحقيقات الفيدرالي الأمريكيّ على أينشتاين في ملف وصل عدد صفحاته إلى 1427 صفحة.
يعتبر أينشتاين أن جوزيف مكارثي، السيناتور الأمريكيّ المتورط في حملة «الذعر الأحمر» المعارضة للشيوعيّة، أنه خطر على الحريّة الفكريّة. ونظرًا لدعم المُعلِّم ويليام فراويغلاس من مدرسة نيويورك سيتي لأينشتاين، ورفضه للشهادة، واجه ويليام تهديدًا بالطرد من موقعه. كتب أينشتاين مجيبًا عليه: «استطاع السياسيّون الرجعيّون أن يثيروا شكوك العامة حول كل الجهود الفكريّة عن طريق إبراز الخطر أمام أعينهم. ونظرًا لأنهم تمكنوا من ذلك، فهم يكملون الآن مسيرة قمع الحريّة التعليميّة وحرمان المُعلِّمين غير الخاضعين للسلطة من وظائفهم.» وكانت نصيحته: «على كل مُفكِّر تستدعيه اللجنة للشهادة أن يرفض ذلك، عليه أن يكون مُستعدًا للسجن والإفلاس الاقتصاديّ، أي أن يكون مستعدًا للتضحية برفاهيته الخاصة لصالح الرخاء الثقافيّ لبلده».
وختامًا يقول أينشتاين: «إذا اتَّخذ تلك الخطوة الوعرة عددٌ لا بأس به من الناس سينجحون. وإذا لم يحدث ذلك، فسيكون مثقفو تلك البلد مستحقون للعبوديّة المصممة من أجلهم».

## الحرب

كارتون عن أينشتاين، يصورة وهو يقطع جناحية (السلام) ويحمل سيفا يسمى (الإستعداد) رداً على محاولات ألمانيا لصنع القنبلة النووية.

عرف عن أينشتاين أنه رجل محب للسلام يؤمن بأن الحرب تعوق طريق تقدم الإنسانية. معتقد أن الحروب تحدث نتيجة تطور غريزة العنف والتسلط لدى الإنسان.
دافع أينشتاين عن سبب تكوين عصبة الأمم بأنها ستحاول جعل الحرب صعبة بين دول أوروبا كما هي صعبة بين دول الإمبراطورية الألمانية السابقة. لم يدخر أينشتاين جهدا في إظهار مدى رعبة من التفرق الذي نشأ بعد الحرب العالمية الأولى وأشار إلى أنه إذا تم إستكمال هذا المنهج فإنه لا يوجد غير مسارين يجب إتباعهم، الأول منهم هو أن الأمم لن تستطيع إشعال حرب إذا رفض شخص من ضمن 50 شخص أن يخدم في الجيش.
على الرغم من أراءة، بعد نهضة وصعود نجم أدولف هتلر أصبح أينشتاين صوت للدفاع عن الإنسانية محذراً العالم من خطورة الحزب النازي على أوروبا بشكل مبدئي وعلى باقي دول العالم فيما بعد. كما صور طموح هتلر بالقنبلة الموقوتة وشجع البلجيكيين على دخول الجيش لحماية المواطنين الأوروبين من الخطر النازي. شرح أينشتاين سبب تغير أراءة في ورقة نشرها عام 1941.
«في عشرينات القرن الماضي، عندما لم تكن هناك ديكتاتوريات، ناديت بأن الحروب ليست ضرورية. لكن مع ظهور الظروف القسرية في بعض الدول كان لا بد من الحروب لضمان عدم جوار إحدى البلاد على الآخرى».
برر أينشتاين خطابة إلى الرئيس روزفلت الذي يطالبة فية بسرعة إختراع القنبلة الذرية قائلا:
«من الواضح أن الألمان لا يدخرون جهدا على صنع القنبلة ولا أتوقع منهم غير النجاح. لم يكن لدى بديل سوى فعل ما فعلته، ولكني على الرغم من ذلك لا أريد غير السلام».
عندما سئل أينشتاين عن موقفة من الحرب، كتب مصرحا:
«لم أدعي يوما أني رجل سلام تام، فكل ما قلته هو أنني أفضل السلام على الحرب وأريدة، ولكي يحل السلام لابد من وجود قوة تحمية. لا بد من استخدام القوة في وجه كل من يهدد أمن البلاد والمواطنين.... إنني لا أريد استخدام العنف تحت أي ظرف وأي مسمى غير نشر السلام ومواجهة العدو الذي يريد إنهاء الحياه وتدمير البشرية».
بعد انتهاء الحرب العالمية الثانية، عاد أينشتاين مرة أخرى صوتاً يدعو للسلام العالمي.

## الآسيويّون الشرقيّون
تحتوي مذكرات أينشتاين المنشورة في 2018، والمكتوبة بين أكتوبر 1922 ومارس 1923، على ما يمكن وصفه بأنه علامات عنصريّة. إنه يذكر كيف أن «الصينيّين لا يجلسون على المقاعد الخشبيّة عندما يأكلون ولكنهم يجلسون القرفصاء، وهي الوضعية التي يتخذها الأوروبيّون عندما يقضون حاجتهم في الغابة. حتى أطفالهم يبدون بمظهر كئيب وبليد.» وبعد كتابات مبكرة عن «وفرة النسل» و«الخصوبة» الصينيّة، يُكمل أينشتاين قائلًا: «سيكون من المؤسف أن يتجاوز الصينيّون الأعراق الأخرى، فبالنسبة لرجال مثلنا مجرد التفكير في هذا الأمر كئيب بشكل لا يوصف».
على الجانب الآخر، يرى أينشتاين اليابانيّين بتصوُّرٍ مختلف، بشكل أكثر إيجابيّة: «إنهم محترمون وجذَّابون للغاية، وأرواحهم نقيّة بشكل لم أراه بين الآخرين. لا يستطيع المرء سوى حب هذا البلد».